# Swatantrika

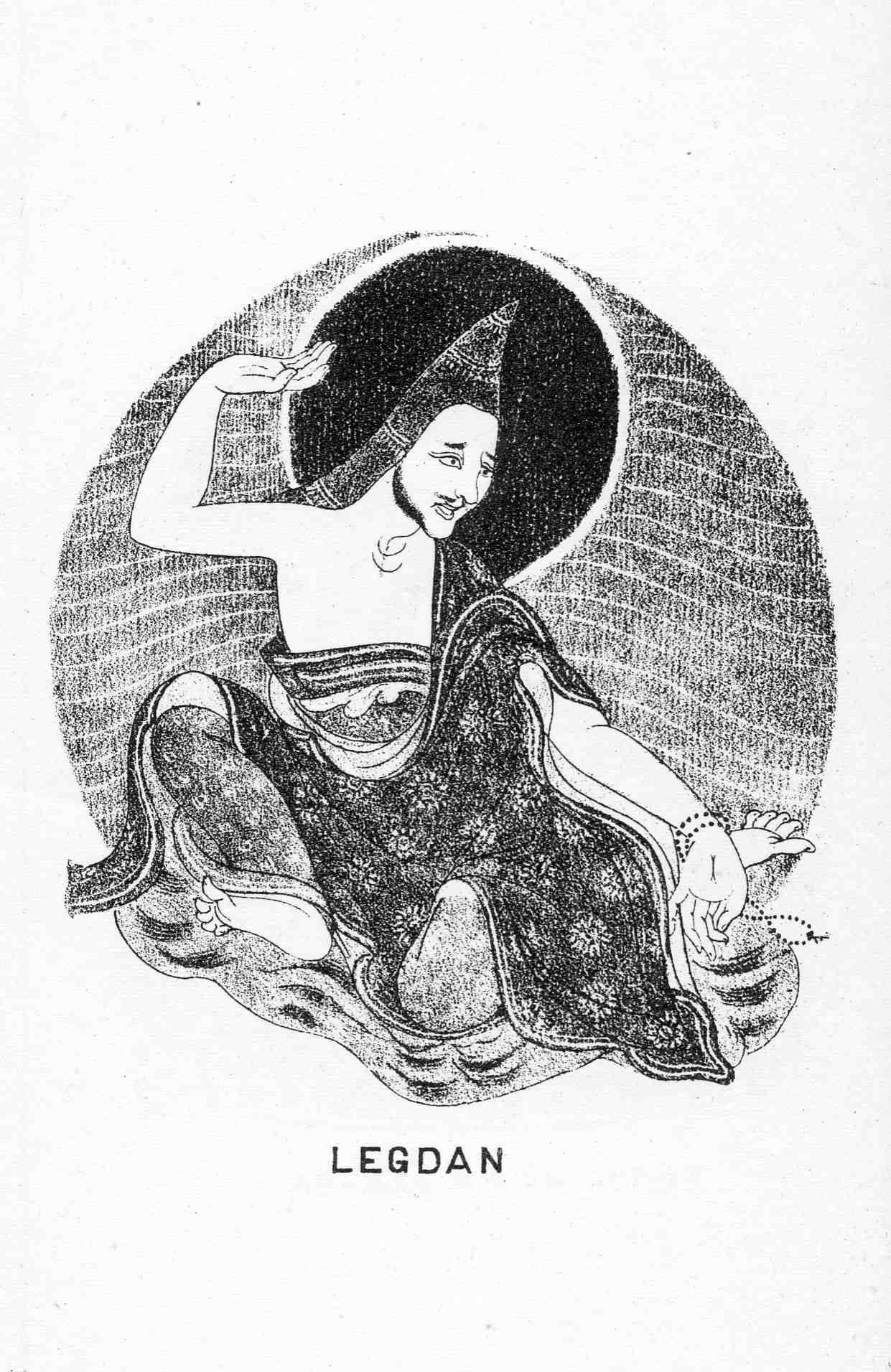
Rycina przedstawiająca Bhavavivekę (Vi w n.e.), kluczową postać dla współczesnej madhjamaki

Swatantrika – jedna ze szkół madhjamaki, czyli tzw. „Środkowej Drogi” opisującej naturę rzeczywistość, tj. siunjatę za pomocą dowodzeń. Swatantrika stosuje system dowodzeń zwanych „svatantra” w celu zrealizowania ostatecznego wglądu poza wszelkimi „skrajnościami” popadnięcia w omylnie rozumiany stan „pustości” jako nicości (np. nihilizm) oraz wszelkimi błędami eternalizmu (np. w których wykazuje się inherentne, wrodzone samo z siebie i niezależne istnienie zjawisk).

## Pochodzenie
W Indiach rozwinęły się różnorodne poglądy madhjamaki, dzieląc ją m.in. na prasangikę i swatantrikę według podziału obecnie podkreślanego w buddyzmie tybetańskim.
Jednak nie jest jednoznaczne czy Buddhapalita (400-450 r n.e) ustanowił (jako pierwszy) ten podział pomiędzy prasangikę a swatantrikę i czy podział ten w Indiach stosowany był w celu wysunięcia danego systemu jako jedynej najbardziej precyzyjnej doktryny. Najstarsze obecnie zapiski historyczne o tym, jak mógł wyglądać najwcześniejszy buddyzm, pochodzą, co ciekawe, od Pyrrona z Elidy (ur. ok. 360 p.n.e., zm. ok. 286 p.n.e.). Ich rekonstrukcja dowodzi istnienia już wtedy metod, których dopatruje się dopiero w madhjamace. Metody te, takie jak reductio ad absurdum, tetralemma, soteriologiczna wolność od skrajności (poglądów) tzw. ataraksja, były już obecne u Pyrrona, i nie jest pewne, czy pochodziły więc tylko od Azjatów. Sama postać Czandrakirtiego, określanego współcześnie jako twórcę prasangiki, nie była tam wcale kluczową postacią. Tybetańczycy widzą początki tego podziału, kiedy Buddhapalita we wstępie swego dzieła do „Mula-madhyamaka-karika” zanegował wszystkie cztery rodzaje inherentnego powstawania (powstawania z siebie, z czegoś innego, z tych obu, z żadnych z nich, opisanych w dowodzeniu „Wadżra-iskier” Nagardżuny ok. 150-250 r. n.e.), które jak twierdził przyjmowały błędnie inne systemy buddyjskie bądź nie-buddyjskie. Bhavaviveka (500-578 r. n.e.) odparł to twierdząc, że nie można tego jednak wykazać autonomicznie (w ramach uprawomocnienia własnego unikalnego stanowiska zwanego svatantra aby wyróżnić się na tle innych systemów). Czandrakirti (600–650 r. n.e.) wykazał popierając Bhavavivekę, że w ten sposób system Buddhapality nie podlega „skrajnościom” innych systemów, gdyż nie wykazuje swojego autonomicznego stanowiska (svatantra) na temat siunjaty, ale w zamian tego wyłącznie neguje inne systemy doprowadzając do absurdu ich autonomiczne stanowiska (reductio ad absurdum inaczej prasanga).

## Znaczenie
W madhjamace, „Środkowej Ścieżce”, istnieje wiele dowodzeń, które umożliwiają obalanie wszelkich „skrajności” innych systemów buddyjskich bądź nie-buddyjskich, np. przyjmujących błędy czterech rodzajów (inherentnie wrodzonego) powstawania – powstawania z siebie, z czegoś innego, z tych obu, z żadnych z nich opisanych w dowodzeniu „Wadżra-iskier” Nagardżuny. Zebrane są one np. w dziele Nagardżuny „Mula-madhyamaka-karika”. Swatantrika i prasangika są systemami madhjamaki wybiegającymi poza „skrajności” używając innych technik analiz, które dobiera się w zależności od potrzeb. Różnica leży tylko w sposobie wskazywania (poprzez twierdzenia „svatantra” lub negowanie „reductio”, więcej czytaj w artykule madhjamaka) na ostateczną rzeczywistość. Obydwa systemy przekraczają „skrajności”, aż do stanu zrealizowania poza wszelkimi odniesieniami tj. siunjaty”. Ostatecznym celem madhjamiki w ujęciu swatantriki jest również poza-konceptualna mądrość, która wywodzi się z pewności wynikłej z doskonałej jedności śamathy i vipassany, więcej o tym czytaj w artykule siunjata.
Tym niemniej we współczesnej tradycji gelug buddyzmu tybetańskiego szczególną uwagę przykłada się do poglądu prasangiki, jako jedynego najbardziej precyzyjnego systemu dowodzeń. Twórca tego rodzaju prasangiki Tsongkhapa (1357–1419 r n.e.) odrzucał (stosując negowanie do absurdu reductio) wszelkie autonomiczne stanowiska (czym powinna być ostateczna rzeczywistość), włączając całą swatantrikę, a to co utrzymywał jego zdaniem odnosiło się tylko współzależnie w stosunku do tych obalanych „skrajnych” stanowisk, tak, że nie popadał również w jakiekolwiek „skrajne” stanowisko. Jednocześnie podkreślał potrzebę wnikliwej wiedzy buddyjskiej, czego przykładem były jego dzieła na tema nauk lamrim. W swym głównym dziele „Lamrim czenmo” napisał:
| „My podążamy za zwolennikami systemu prasangiki. Co więcej, jak było wyjaśnione powyżej, obalamy inherentną wrodzoną naturę nawet konwencjonalnie; tym niemniej wszystko co było powiedziane o cyklicznej egzystencji (samsarze) i nirwanie jest w pełni kompatybilne z tym obaleniem. Mając to na uwadze, powinno się poznać wnikliwie wiedzę na temat tego, że cykliczna egzystencja (samsara) i nirwana są nadal możliwe (włączając nauki swatantriki)”. |

Stosowanie twierdzeń swatantriki, zwanych svatantra, można rozpatrzyć na przykładzie interpretacji jednego z dowodzeń Nagardżuny zwanego „Dowodzeniem uwalniającym z wielości i jedności”:
| ...w ostatecznym wglądzie na zjawiska, zjawiska nie posiadają same z siebie własnej natury, ponieważ nie można odnaleźć ich budulca, esencji. Każdą ich część składową można dzielić na mniejsze części, aż niemożliwe jest na ostatecznie odnalezienie najmniejszego atomu, którego nie można by było dalej podzielić. Tak samo jest, gdy się szuka najmniejszego momentu czasu, gdyż każdy moment, niezależnie ile by trwał, można podzielić na okres początku, okres trwania i okres zaniku. |

Opierając się na tym (autonomicznym) dowodzeniu, zwolennik prasangiki może się upierać, że tak wykazany brak esencjonalności zjawisk jest jednak niczym nicość, jakby pustą przestrzenią, gdzie nie ma ani atomów, ani czasu („skrajność” nihilizmu) i że po takiej analizie poziomu konwencjonalnego swatantriki odnalazł to twierdzenie (autonomiczne) i łatwo wykazać, że jest ono błędne i nie doprowadzi wcale do zrealizowania siunjaty na temat zjawisk.
Zwolennik swatantriki może odeprzeć owe zarzuty, ustanawiając jedynie pustość w braku esencji zjawisk, a nie totalną nicość i że właśnie taką pustość przekraczającą nihilizm należy realizować dopiero poprzez praktykę.
Zwolennik prasangiki tym razem może udowadniać, że owe ustanowienie pustości zjawisk byłoby wtedy niczym prawdziwie istniejące samo z siebie, gdyż znowu po takiej analizie swatantriki jest kolejne twierdzenie (autonomiczne) i łatwo wykazać, że jest ono błędne, gdyż odpowiada „skrajności” eternalizmu, istnienia pustości jako właściwej esencji zjawisk.
W odpowiedzi zwolennik swatantriki jednak może zapewnić, że jeśli właściwie będzie się kontynuować praktykę, porzuci się nie tylko owe „skrajności” nihilizmu i eternalizmu, ale i również wszelkie inne „skrajności” ze stanu „Środkowej Ścieżki” mądrości madhjamaki. Jego stanowiska są użyteczne, gdyż doprowadziły przecież do owych coraz bardziej subtelnych analiz. Jeżeli będzie się kontynuować praktykę bazując na tych oraz innych analizach na temat tym razem konkretnych obiektów, można będzie uzyskać „pewność” co do tych obiektów, aż do stanu mądrości poza wszelkimi odniesieniami, nie dając żadnej podstawy by potrzebne było kontynuować, tzn. do stanu pełnego zrealizowania siunjata.
Mahasiddha Śantidewa (z Instytutu Nalanda, VIII w. n.e) w swoim dziele Bodhicarya-avatara (tłum. „Przewodnik po Ścieżce Bodhisattwy”) pisze:
| Kiedy prowadziło się analizę tego co było analizowane, Owa analiza nie pozostawia żadnej podstawy, Ze względu na brak owej podstawy, Analiza nie jest kontynuowana, To jest przedstawiane jako nirwana”. |

W swatantrice rozpatruje się kwestie użyteczności iluzji (sansary), tj. prawdy konwencjonalnej. Użyteczności jednak jedynie do czasu, aż zostanie wszelka iluzja (niewiedza) przekroczona, niczym tylko „zręczny środek” (sanskryt: उपाय, upāya). Przykładem tego są wyjaśnienia nawet na temat trzech ciał Buddy. Siunjata w swatantrice definiowana jest tak jako „nieograniczona przestrzeń” dla rozwoju wszystkich doskonałych cech, aby rozwijać zdolność pomocy sobie i innym (sanskryt: bodhiczitta) oraz dla usunięcia wszystkich błędów, np. zaciemnień od niewiedzy. Zastosowanie odpowiednio „zręcznego środka” zależy jedynie od możliwości, czyli subiektywnej percepcji (dualizmu „postrzegającego i postrzeganego”) danej „czującej istoty”, oraz duchowych aspiracji danej „czującej istoty” (stanów konceptualnych):
| Motywem stojącym za tym, jest zaprezentowanie usunięcia trucizny chwytania się wewnętrznych i zewnętrznych formacji (tłum. dualizmu i konceptualizmu), dzięki zrozumieniu płynącemu ze współzależnego powstawania i logicznego rozumowania, jako tylko narzędzi w posługiwaniu się zręczną iluzją, czyli prawdą konwencjonalną. Z tego powodu swatantrika oryginalnie w Indiach zwana była doktryną „Madhajamaki, która ustanawia iluzję poprzez rozumowanie”. |

Znaczenie soteriologiczne prawdy konwencjonalnej jest więc niezaprzeczalne. Można wyrazić to uproszczeniem: „wydające się” wydaje się coraz mniej, prowadząc jednak we właściwym kierunku, aż do stanu buddy. Czandrakirti w „Wykładni Środkowej Drogi” (sanskryt: Madhyamakavatara) oznajmia:
| Prawda konwencjonalna jest metodą. Prawda ostateczna jest tym co wyłania się z (tej) metody. Ci co nie wiedzą jak rozróżniać między tymi dwiema (prawdami). Popadną, z powodu niewłaściwego rozumowania, w poślednie ścieżki. |

## Literatura
- Krzysztof Jakubczak: Madhjamaka Nagardżuny. Filozofia czy terapia?. Księgarnia Akademicka, 2010. ISBN 978-83-7638-061-2. (pol.). Brak numerów stron w książce
- Khenpo Tsultrim Giamtso Rinpocze: Stopnie Medytacji Pustki. Szczecin: Marpa Translation Committee, 1997. (pol.). Brak numerów stron w książce
- Khenpo Tsultrim Giamtso Rinpocze: Słońce mądrości. Szczecin: Marpa Translation Committee, 2005. (pol.). Brak numerów stron w książce
- Jim Scott: Dwie Prawdy. Szczecin: Marpa Translation Committee, 1995. (pol.). Brak numerów stron w książce